# Erebia parumgenerosa
Erebia parumgenerosa är en fjärilsart som beskrevs av Ruggero Verity 1953. Erebia parumgenerosa ingår i släktet Erebia och familjen praktfjärilar. Inga underarter finns listade i Catalogue of Life.